# Mehrkörperdynamik
Die Mehrkörperdynamik (zuweilen auch „Dynamik der Mehrkörpersysteme“ (DMKS) genannt) betrachtet den Bewegungsvorgang mehrerer (z. B. durch Gelenke) unter Zwang stehender Körper eines Mehrkörpersystems, wobei Trägheitskräfte maßgeblich sind.

## Forschungsbereiche
- Numerische Simulation
- Stabilität der Bewegung
- Sensitivität des Bewegungsvorganges hinsichtlich geometrischer Größen, Materialgrößen und Anfangsbedingungen
- Ermittlung der Anfangskonfiguration
- Optimierung des Bewegungsvorganges (Schnelligkeit, Energieeffizienz, …)
- inverse Bewegung (rückwärts in der Zeit)
- Regelung von bewegten Systemen

Man unterteilt Mehrkörpersysteme in Starrkörpersysteme, s. Mehrkörpersystem, und flexible Mehrkörpersysteme. Ein Beispiel veranschaulicht das Prinzip eines Mehrkörpersystems.

## Simulation von Mehrkörpersystemen
Zur Simulation von Mehrkörpersystemen (als Beispiele s. Link unten), müssen die Bewegungsgleichungen für bestimmte Anfangsbedingungen (D. h. Anfangskonfiguration und Anfangsgeschwindigkeiten) über eine bestimmte Zeit hinweg gelöst werden.

### Unabhängige Koordinaten
Werden die Bewegungsgleichungen ausschließlich mit unabhängigen (nicht-redundanten) Koordinaten beschrieben, so können Lösungsverfahren für gewöhnliche Differentialgleichungen eingesetzt werden, z. B. viele Arten von Runge-Kutta-Verfahren oder Mehrschrittverfahren.

### Starre vs. flexible Körper
Handelt es sich ferner noch um reine Starrkörpersysteme, so können explizite Zeitintegrationsverfahren effizient eingesetzt werden. Sind allerdings flexible Körper enthalten, so sind spezielle implizite Zeitintegrationsverfahren (Newmark, Gauss, Radau, Lobatto) oft vorteilhaft, weil die Zeitschritte keinen Beschränkungen hinsichtlich der Größe unterliegen, während bei expliziten Verfahren eine Beschränkung der Zeitschrittweite in der Größe der höchsten auftretenden Frequenz notwendig ist.

### Redundante Koordinaten
Falls in den Bewegungsgleichungen Zwangsbedingungen auftreten, können numerische Lösungsverfahren für gewöhnliche Differentialgleichungen nicht ohne weiteres eingesetzt werden, da es sich bei den Gleichungen um Differenzial-Algebraische Gleichungen (DAE – differential algebraic equations) handelt. Die Charakterisierung von DAEs geschieht vorwiegend mit Hilfe des Index, welcher angibt, wie oft die algebraischen Gleichungen (Zwangsbedingungen) differenziert werden müssen, um ein System gewöhnlicher Differentialgleichungen zu erhalten. Die Bewegungsgleichungen haben üblicherweise bei Verschiebungszwangsbedingungen den Index 3.
Es existieren nur einige Methoden, welche mit einigen Modifikationen (z. B. Skalierung der Gleichungen) und dann nur beschränkt auf Differenzial-Algebraische Gleichungen mit Index angewandt werden können um eine gute Näherungslösung zu erhalten (z. B. HHT, RadauIIA ab 2 Stufen).
Indexreduktion
Meistens wird allerdings eine sogenannte Index-Reduktion angewendet, um einfachere
Lösungsverfahren verwenden zu können. Die Indexreduktion geschieht mittels der Ableitung der Zwangsbedingung nach der Zeit, wodurch aus einfachen Verschiebungszwangsbedingungen Zwangsbedingungen in den Geschwindigkeiten erhalten werden. Effiziente Lösungsverfahren für Index 2 Systeme sind z. B. BDF (backward difference) oder implizite Mittelpunktsregel, Trapezregel oder das Newmark Verfahren.
Drift
Durch die Ableitung der Zwangsbedingungen werden diese Bedingungen in jedem Zeitschritt nur noch exakt (Maschinengenauigkeit) in den Geschwindigkeiten erfüllt, allerdings entwickelt sich ein Fehler in den Positionen über die Zeit hinweg (Drift). Dieser Fehler kann durch Stabilisierungsverfahren verringert oder eliminiert werden. Gängige Stabilisierungsmethoden sind die Baumgarte Stabilisierung oder die Gear Gupta Leimkuhler (GGL) Stabilisierung. Der Drift bei einer Index 2 Formulierung kann durch sehr genaue Integration klein gehalten werden, er wächst meist allerdings linear an.
Um explizite Lösungsverfahren anwenden zu können, muss der Index auf 1 reduziert werden, wodurch der Drift sehr groß wird und Stabilisierungsverfahren unausweichlich sind.